# دول أوروبية صغيرة

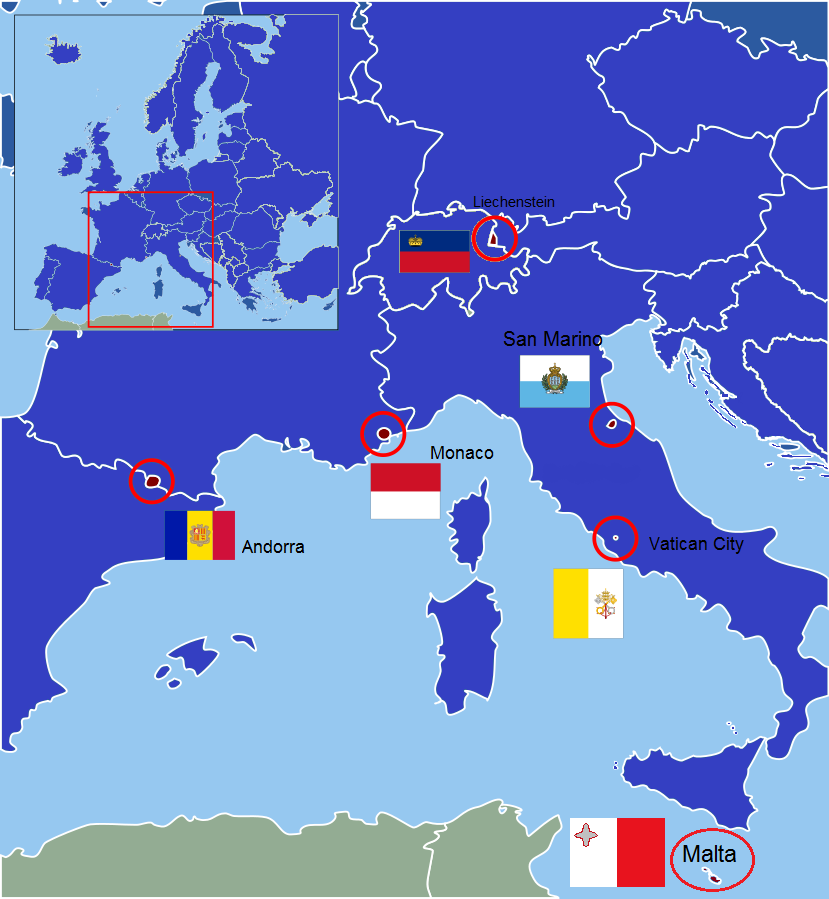
خريطة بدول أوروبا الصغيرة (ليختنشتاين وسان مارينو ومالطا وموناكو والفاتيكان وأندورا)

الدول الأوروبية الصغيرة (بالإنجليزية: European microstates أو European ministates)، وهي مجموعة من الدول الصغيرة ذات السيادة في أوروبا. يستخدم هذا المصطلح عادةً للإشارة إلى أصغر ست دول في أوروبا من ناحية المساحة، وهم: أندورا، وليختنشتاين، ومالطا، وموناكو، وسان مارينو، ومدينة الفاتيكان. تتبع أربع دول من هذه الدول الصغيرة نظامًا ملكيًا في الحكم: ثلاث إمارات وهي أندورا، وليختنشتاين، وموناكو؛ وبابوية واحدة وهي مدينة الفاتيكان؛ وترجع أحوال الحكم في جميع هذه الدول إلى الألفية الأولى أو أوائل الألفية الثانية، باستثناء إمارة ليختنشتاين التي قامت في القرن السابع عشر. 
تعتبر الدول الصغيرة دولًا مستقلةً صغيرةً مُعترف بها من قبل الدول الكبرى، وذلك بخلاف الدول المجهرية التي أعلنت نفسها دولًا ولكنها غير مُعترف بها. وطبقًا للتعريف  النوعي الذي وضعه عالم الاقتصاد السياسي دومينسكي في عام 2014، يمكن أن تعتبر هذه الدول الصغرى «دولًا محميةً حديثةً، أي أنها دول ذات سيادة يمكن أن تتنازل عن بعض السمات المعينة من سيادتها من جانب واحد إلى الدول الكبرى نظير توفير الحماية لاستمرارها على الصعيد الاقتصادي والسياسي لتتغلب على القيود الجغرافية أو الديموغرافية». وفي ضوء هذا التعريف، يمكن فقط لأندورا، وليختنشتاين، وسان مارينو، وموناكو أن يكونوا ضمن الدول المؤهلة لتكون «دولًا صغيرةً»؛ لأنها الدول التي يمكن اعتبارها فقط دولًا ذات سيادة تعمل في ارتباط وثيق، بإرادتها، مع جيرانها من الدول الكبرى. وتشترك دولة لوكسمبورغ، رغم أنها تعتبر أكبر من جميع الدول الأوروبية الصغيرة مجتمعةً، في بعض هذه السمات.
يختلف بعض العلماء على حالة مدينة الفاتيكان وما إذا كانت دولةً أم لا، إذ يرى البعض أنها لا تطابق «المعايير التقليدية للدول» وأن «الحالة الخاصة لمدينة الفاتيكان يمكن اعتبارها بشكل أفضل وسيلةً لضمان حرية ممارسة البابا لوظائفه الروحانية، وهذا يجعلها تشبه مقارّ المنظمات العالمية إلى حد ما».

## قائمة بالدول الأوروبية التي غالبًا ما تعد صغيرة
| الشعار | العلم      | البلد                            | العاصمة                         | المساحة (كم²/ميل مربع) |
| ------ | ---------- | -------------------------------- | ------------------------------- | ---------------------- |
|        | أندورا     | أندورا – إمارة أندورا            | أندورا لا فيلا                  | 468 كـم2 (181 ميل2)    |
|        | ليختنشتاين | ليختنشتاين – إمارة ليختنشتاين    | فادوتس                          | 160 كـم2 (62 ميل2)     |
|        | مالطا      | مالطا – جمهورية مالطا            | فاليتا                          | 316 كـم2 (122 ميل2)    |
|        | موناكو     | موناكو – إمارة موناكو            | مدينة موناكو (حكم الأمر الواقع) | 2.02 كـم2 (0.78 ميل2)  |
|        | سان مارينو | سان مارينو – جمهورية سان مارينو  | مدينة سان مارينو                | 61 كـم2 (24 ميل2)      |
|        | الفاتيكان  | الفاتيكان – دولة مدينة الفاتيكان | الفاتيكان                       | 0.44 كـم2 (0.17 ميل2)  |

## السياسات الاقتصادية والعلاقة بالاتحاد الأروربي
تعتبر جميع الدول الأوروبية الصغيرة دولًا ذات تعداد سكاني ومساحات وموارد طبيعية محدودة.  ولهذا، تبنت هذه الدول سياسات اقتصادية خاصة، تتلخص عادةً في خفض مستويات الضرائب والتقليل من القيود على الاستثمار المالي الخارجي. تمتلك مالطا عضويةً كاملةً بالاتحاد الاوروبي، بينما تحظى بقية الدول الصغيرة الخمس بعلاقات خاصة فقط مع الاتحاد الأوروبي. دخل عدد من هذه الدول الصغيرة في اتحاد جمركي مع جيرانهم من الدول الكبرى للتحسين من وضعها الاقتصادي، مثل مدينة الفاتيكان وسان مارينو مع إيطاليا، وليختنشتاين مع سويسرا، وموناكو مع فرنسا. تفتقر أغلب هذه الدول للحدود الواضحة؛ فعلى سبيل المثال، تشكل موناكو مدينةً كبرى متصلة مع جيرانها من البلديات الفرنسية، أكبرها بيوسوليل، وبها العديد من الشوارع التي تمتد عبر الحدود، أو حتى بطولها.

## كيانات مشابهة

### التوابع
بينما تتمتع الدول الصغيرة بالسيادة على منطقتها الخاصة، يوجد أيضًا عدد من الأقاليم الصغيرة المستقلة، والتي بالرغم من أنها تمتلك حكومتها المستقلة، وسلطتها التنفيذية، والتشريعية، والقضائية، والشرطة، وبعض سمات الاستقلال الأخرى، فإنها ما زالت تابعة لسيادة إحدى الدول أو الممالك الأخرى.
- أكروتيري ودكليا، وهما ضمن الأقاليم البريطانية ما وراء البحار للمملكة المتحدة
- جزر أولاند، وهي أراضٍ خارجية تابعة لفنلندا
- جزر فارو، وهي أراضٍ خارجية تابعة للدنمارك
- جبل طارق، وهو ضمن الأقاليم البريطانية ما وراء البحار للملكة المتحدة
- جزيرة غيرنزي، وهي ضمن الأراضي التابعة للتاج البريطاني، وتتكون من ثلاث ولايات قضائية فرعية مستقلة: غيرنزي، وآلدرني، وسارك
- جزيرة مان، وهي ضمن الأراضي التابعة للتاج البريطاني
- جزيرة جيرزي، وهي ضمن الأراضي التابعة للتاج البريطاني، وإحدى جزر القنال الإنكليزي
- جبل آثوس، وهي دولة رهبانية مستقلة تابعة لليونان

### جماعة السيادة العسكرية لمالطا

علم جماعة السيادة العسكرية لمالطا

تعتبر جماعة السيادة العسكرية لمالطا جماعةً دينيةً تتبع الكنيسة الكاثوليكية، والتي يمكن اعتبارها مثالًا تقليديًا لكيان ذي سيادة خاضع للقانون الدولي بدلًا من أن نعتبرها دولةً.
ولا تملك هذه الجماعة أي مناطق جغرافية، بخلاف كيان «الكرسي الرسولي» الذي يملك سيادة على مدينة الفاتيكان. ومع ذلك، حصل المقران الرئيسيان لهذه الجماعة، في «قصر مالطا» و«فيلا مالطا»، على حصانة محلية من إيطاليا، ومنحت مالطا هذه الحصانة أيضًا إلى المقر التاريخي للجماعة الموجود في حصن سانت أنجيلو. وتعتبر هذه الجماعة خليفةً لجماعة فرسان الإسبتارية بالقرون الوسطى مباشرةً، وتُعرف هذه الجماعة أيضًا باسم «فرسان مالطا»، وتعمل الآن بصفتها منظمة خيرية بشكل كبير بالإضافة إلى كونها منظمةً شعائريةً.
حصلت هذه المنظمة على وضع مراقب دائم بالأمم المتحدة، وتملك علاقات دبلوماسية كاملة، بما يتضمن السفارات مع مئة دولة، بالإضافة إلى علاقات غير رسمية مع خمس دول أخرى. تصدر هذه المنظمة طوابعها البريدية الخاصة، وعملاتها، وجواز السفر، ولوحات المركبات، بالإضافة إلى وجود فيلق طبي عسكري الخاص بها.

## الأقاليم الصغيرة التاريخية
غيرت حروب الثورة الفرنسية والحروب النابليونية من الخريطة الأوروبية عدة مرات. وأُنشئ عدد من الجمهوريات العميلة التي لم تستمر طويلًا، إذ أعطى سقوط الإمبراطورية الرومانية المقدسة السيادة لكل منطقة من المناطق الناتجة عن تفكك هذه الإمبراطورية. ولم يستقر هذا الوضع إلا بعد مؤتمر فيينا عام 1815. وبعد الحرب العالمية الأولى والحرب العالمية الثانية، حصلت بعض المناطق على وضع منطقة دولية، أو وضع منطقة محمية، أو وضع منطقة محتلة.

## الثقافة الشعبية والرياضة
- تذكر رواية الفأر الذي زأر للروائي الأيرلندي الأمريكي ليونارد ويبرلي دولةً أوروبيةً صغيرةً خياليةً باسم دوقية غراند فينويك. اقتُبست الرواية بعد ذلك لتتحول إلى فيلم سينمائي ومسرحية.
- يلعب نادي موناكو لكرة القدم في نظام الدوري الفرنسي لكرة القدم، على الرغم أنه فريق من دولة موناكو. وعلى النقيض، تنظم دولة مالطا نظامًا خاصًا بها لدوريات كرة القدم، ويوجد 14 فريق بالدوري المالطي الممتاز.
- حصلت بعض الدول الأوروبية الصغرى على عضويات بدورة ألعاب الدول الصغيرة الأوروبية؛ وتشارك العديد من الجزر التابعة بدورة ألعاب الجزيرة، بجانب العديد من الجزر التابعة الأخرى من جميع أنحاء العالم. وتشارك كل من أندورا، وقبرص، وآيسلندا، وليختنشتاين، ولوكسمبورغ، ومالطا، وموناكو، والجبل الأسود، وسان مارينو في دورة ألعاب الدول الصغيرة الأوروبية.

## وصلات خارجية
- «قلاع في الهواء» - مقالة من الإيكونوموست (24 ديسمبر عام 2005) (بالإنجليزية)